# Gokusen
Gokusen (яп. ごくせん) — манґа Морімото Кодзуеко і видані на її основі повнометражний фільм, аніме- та ігрові серіали. Gokusen називали жіночим пастишем на популярну японську серію аніме та манґи «Крутого вчителя Онідзуку».
Манґа виходила в жіночому журналі коміксів «You» раз на два тижні з 2000 року. На 2006 рік з 11 виданими томами вона потрапила до списку бестселерів. У лютому 2007 року виданий останній п'ятнадцятий том.
Дорама «Gokusen» транслювалася на телебаченні у 2002 році. Вона складається з 12 серій і збігається сюжетом з манґою та аніме 2004 року. Також до неї була видана спеціальна серія Gokusen Special: Sayonara 3-nen D-gumi, яка є сиквелом до першого сезону дорами і приквелом для другого. Другий сезон транслювався у 2005 році. Він складається з 10 серій. У 2004 році компанія Madhouse Studios випустила 13-серійний аніме-серіал. Трансляція аніме на японському телеканалі Nippon Television відбулася на початку 2004 року.
Назва «Gokusen» («Ґокусен») є сленговим виразом, який походить від «Ґокудо но Сенсей» («Учитель-гангстер»).

## Сюжет
Одного разу весною у старшій школі з'являється нова вчителька — Куміко Ямаґучі. Спочатку вона, одягнена в спортивну форму, не справила особливого враження на учнів і отримала від них прізвисько Янкумі. Насамперед Ямаґучі не намагається навчити усіх у класі математиці, вона більше турбується про те, щоб її учні виросли справжніми людьми.
Янкумі приходить на допомогу в найпотрібніший момент, своїм умінням битися розганяючи всіх бандитів, адже вона не просто вчителька. Ямаґучі Куміко — внучка глави одного з кланів якудзи. Її батьки померли, коли вона була малою, і Янкумі залишилась єдиною спадкоємицею діда, тож вона — майбутній бос клану Оедо. У школі вона повинна приховувати від усіх правду про свою сім'ю, адже якщо це стане відомим, опікунська рада може навіть закрити навчальний заклад.

## Персонажі

### Куміко Ямаґучі
Куміко Ямаґучі «Янкумі» (яп. 山口 久美子, Ямаґучі Куміко) — головна героїня, їй 23 роки. Вона тільки що закінчила коледж і почала працювати в Шірокін Ґакуен. Янкумі ідеалістка. Вона бажає надихнути своїх студентів і допомогти їм закінчити старшу школу, журнал Animefringe називає її розумнішим варіантом вчителя Онідзуки з Great Teacher Onizuka. Із семи років, після смерті своїх батьків, Куміко живе зі своїм дідом, який є главою одного з впливових кланів якудзи у Токіо. У подібному оточенні вона й набралася манер та висловлювань. Все ж у неї добре серце і глибока віра у своїх учнів, навіть якщо спочатку вона їм не довіряла, а вони її не поважали. Віра Куміко в учнів і її неперевершене вміння битися допомагають їй завоювати їхню повагу і допомогти їм у важких життєвих ситуаціях. Учні дали їй прізвисько — «Янкумі». Воно співзвучне із словом «Yankee», яким в Японії називають молодих правопорушників, членів рокерських банд, особливо жінок. Ім'я Куміко Ямаґучі містить натяк на її сімейну справу. «Куміко» (久美子) співзвучне з «Кумі» (組=клан), із звичним суфіксом для злочинних синдикатів (та класових груп). «Ямаґучі-ґумі» — найбільша кримінальна організація в Японії, яка базується в Кобе. У липні 2002, травні 2005 та серпні 2008 року за роль Янкумі в дорамі Юкіе Накама отримала нагороди Television Drama Academy Award як «найкраща актриса». За знімання в одній серії другого сезону актриса Юкіе Накама отримала по 2 мільйони єн, що робило її найвисокооплачуванішим актором на японському телебаченні.
Сейю: Ріса Хаямідзу

### Клас 2—4
Шін Савада (яп. 沢田 慎, Савада Шін) — 18-річний лідер класу 2-4. Він холоднокровний, розумний, привабливий, часом замкнутий хлопець. У нього найвищі оцінки в школі. Усі в класі дивляться на нього. Шіна багато хто боїться через інцидент у середній школі, коли він вдарив вчителя. Шін звернув увагу на Янкумі. Він відчуває, що з їхньою новою вчителькою щось не так. У дорамі розповідається, що в нього є молодша сестра. В аніме — старший брат. Сім'я Шіна — досить заможна, хоча у нього з нею досить дивні відносини, особливо з батьком. В аніме його батьком є один з старших офіцерів поліції. У липні 2002 року Джюн Мацумото за цю роль був нагороджений Television Drama Academy Award як «Найкращий актер другого плану».
Сейю: Кен'ічі Судзумура
Теруо Кумай «Кума» (яп. 熊井 輝夫, Кумай Теруо) — найкращий друг Шіна. Вони разом виросли. Великий та товстий Кумай весь час потрапляє у неприємності. Кума досі називає друга: «Шін-чян». В манзі та аніме його виховує лише матір, яка працює в хост-клубі, який перебуває під захистом клану Оедо. Янкумі допомагає Кумай декілька разів і навіть одного разу рятує життя його матері. Прізвисько «Кума» (перекладається як «ведмідь») — є не тільки скороченням від прізвища. Кума схожий на ведмедя своєю поведінкою: він виглядає, ходить та їсть як ведмідь.
Сейю: Хіромі Суґіно
Харухіко Учіяма «Учі» (яп. 内山 春彦, Учіяма Харухіко) — друга людина в класі і за відсутності Шіна може підмовити решту практично на що завгодно. Хоча це «що завгодно» зазвичай має наслідки і Янкумі доводиться терміново рятувати їхню компанію. Особливих успіхів у навчанні не має, хоча в класі не останній. Лінивий та впертий, при цьому запальний і легко лізе на рожен. Досить безвідповідальний. Спокійно проспав у невідомому місці, доки його друзі бігали нічним місто у його пошуках. Його сім'я фігурує тільки в дорамі.
Сейю: Йоічі Масукава
Такеші Нода (яп. 野田 猛, Нода Такеші) — один з найсуперечливіших персонажів. В аніме та манзі Нода блондин, постійно носить кепку. У нього є сестра, з кишень пальто якої він може спокійно забрати гаманець з грошима і потратити на усіх своїх друзів. Одного разу його навіть приймають за злодія і він разом з друзями намагаються спіймати справжнього грабіжника, щоб виправдити себе. Саме Нода придумав прізвисько Ямаґучі — «Янкумі», у чому відразу їй і зізнався.
Сейю: Ісао Ямаґіші
Йоічі Мінамі (яп. 南 陽一, Мінамі Йо:ічі) — непередбачуваний та впертий хлопець. Він вкрай запальний. Мінамі з тих людей, хто спочатку робить, а потім вже думає про те, що зробив. Його оцінки за тести дуже низькі. Янкумі він заявляє, що після закінчення школи стане бандитом. Мінамі посилено удає, що йому до всього довкола байдуже і найдовше відмовлявся визнати свою прихильність до Куміко.
Сейю: Такуро Накакуні

### Клан Оедо
Рюічіро Курода (яп. 黒田 龍一郎, Курода Рю:ічіро:) — дід Ямаґучі та глава клану Оедо. Він добрий і дуже любить свою внучку, підтримує її бажання займатися навчанням дітей. Він завжди готовий підтримати Куміко і дати їй пораду. Водночас за ним відчувається сила, яку він вже давно не повинен нікому доводити. Одного його слова вистачає, щоб зібрати велику кількість бандитів під своїм керівництвом. У середині аніме він потрапляє в лікарню. Серед якудзи відомий під прізвиськом «Дракон, що здіймається».
Сейю: Чікао Оцука
Кьотаро Ошіма «Кьо-сан» (яп. 大島 京太郎, О:шіма Кьо:таро:) — вакаґашіра, права рука боса. З всього клану він ззовні найбільше схожий на бандита. Жорсткий, суворий і готовий карати за найменшу провину. У нього є звичка проливати ріки сліз, особливо коли він не може щось зробити для Куміко. Коли Янкумі була маленькою дівчинкою, саме він навчав її битися та захищатися від нападів у школі через зв'язок з якудзою. Досить патетичний і чітко дотримується ритуалів якудзи, хоча на думку Куміко він лише «позує». У дорамі цей персонаж відсутній.
Сейю: Норіо Вакамото
Тецу Асакура (яп. 朝倉てつ, Асакура Тецу) — один з друзів Куміко чи, як вона сама одного разу висловилася, він їй як «милий молодший брат». Тецу не надто розумний, свого часу його кинули батьки, а за неуспішність вигнали із школи. Він нікому не дозволяє ображати «сестру» і у будь-який момент готовий кинутися їй на допомогу, навіть якщо ця допомога Куміко не потрібна. Разом з Мінору він постійно оберігає Ямаґучі.
Сейю: Кейджі Хірай
Мінору Тацукава (яп. 達川ミノル, Тацукава Мінору) — другий «милий молодший брат» Куміко. Розумніший, ніж Тецу, але так само відданий Ямаґучі, оскільки вона взяла їх до клану і тренувала ще коли вони обидва ходили до школи. Серед його шкідливих для здоров'я звичок є разом з Тецу пародіювати Ямаґучі, коли до них у додзьо приходить Шінохара-сенсей. За це Янкумі зазвичай вирішує «потренуватися» з ними.
Фуджі Курода (яп. 黒田 富士, Курода Фуджі) — відданий пес Ямаґучі з рожевим бантиком на хвості. Немолодий і буркотливий. Водночас — цей пес відноситься до Ямаґучі швидше як до дочки, яку потрібно берегти. Фуджі ніколи не залишає її наодинці і ходить за Куміко слідом, не даючи нікому її ображати. Снред його улюблених страв — локшина, приготована Цурутою.
Сейю: Сейдзо Като
Томоя Шінохара (яп. 篠原 智也, Шінохара Томоя) — гарний чоловік, суворий та стриманий. Куміко в його присутності з майбутнього боса клану перетворюється на закохану дівчинку. В аніме та манзі він адвокат клану Куміко. Коли він ще був студентом, дід Ямаґучі допоміг йому і за це Шінохара працює на клан. У дорамі Шінохара детектив.
Сейю: Кацуюкі Коніші

### Решта
Шідзука Фуджіяма «Фуджіяма-сенсей» (яп. 藤山静香, Фуджіяма Шідзука) — прийнята на роботу разом з Куміко. Вони єдині жінки в школі. Вона досить сексуальна і зазвичай вдягає відповідний одяг (у школі завуч змушує її та Янкумі вдягати спортивну форму). Раніше Фуджіяма викладала в середній школі, але не змогла запобігти катастрофі в класі і була змушена звільнитися. Вона задоволена, що тепер навчає старшокласників. Фуджіяма постійно жартує про те, які з хлопців милі і з ким з них вона б переспала. В аніме і манзі вона викладає музику і навіть створює хор. У дорамі Фуджіяма вчителька англійської.
Сейю: Ріка Мацумото
Ґан'ічіро Шіракава «Кочьо» (яп. 白川 雁一郎 （校長）, Шіракава Ґан'ічіро (Ко:чьо:)) — директор школи і досить цікава особа. В аніме та манзі — життєрадісний маленький кумедний чоловік. У нього є старший брат — голова опікунської ради школи. Директор, попри свою вдавану недбалість, досить відповідально ставиться до своїх обов'язків і сильно вболіває за школу та її учнів. Любить рослини — його кабінет заставлений ними.
Сейю: Томохіро Нішімура
Ґоро Саватарі (Кьото) (яп. 猿渡 五郎 （教頭）, Саватарі Ґоро: (Кьо:то:)) — завуч школи, головний ворог Янкумі серед персоналу школи. В манзі він з'являється лише раз чи два. В аніме та дорамі цей персонаж постійно звинувачує учнів у всіх можливих злочинах. Він вважає, що жоден з учнів ні на що не годиться і не заслуговує на увагу. В аніме усі його дії спрямовані на те, щоб скомпрометувати школу. Він перебуває в змові з братом директора. Завуч завжди носить каску і побоюється, що хтось із учнів може зробити йому якусь капость. Його мрія — очолити будівлю, яка повинна бути побудована на місці школи.
Сейю: Кен Уосакі

## Манґа
Манґа створена Морімото Кодзуеко і друкувалася у журналі You Comics. Всього вона містить 15 танкобонів, які видавалися з 2000 до 2007 року.
У 2009 році з огляду на вихід повнометражного ігрового фільму Кодзуеко намалювала додаткову історію про Янкумі та її учня — Шіна Саваду.
| ISBN                       | Дата виходу |
| -------------------------- | ----------- |
| Том 1. ISBN 4-08-862503-X  | 23.08.2000  |
| Том 2. ISBN 4-08-862529-3  | 22.03.2001  |
| Том 3. ISBN 4-08-862535-8  | 17.08.2001  |
| Том 4. ISBN 4-08-862539-0  | 19.03.2002  |
| Том 5. ISBN 4-08-862542-0  | 19.07.2002  |
| Том 6. ISBN 4-08-862548-X  | 19.03.2003  |
| Том 7. ISBN 4-08-862552-8  | 18.07.2003  |
| Том 8. ISBN 4-08-862554-4  | 18.12.2003  |
| Том 9. ISBN 4-08-862557-9  | 18.06.2004  |
| Том 10. ISBN 4-08-862560-9 | 16.12.2004  |
| Том 11. ISBN 4-08-862564-1 | 19.05.2005  |
| Том 12. ISBN 4-08-862569-2 | 16.09.2005  |
| Том 13. ISBN 4-08-862570-6 | 17.03.2006  |
| Том 14. ISBN 4-08-862572-2 | 19.10.2006  |
| Том 15. ISBN               | 19.04.2007  |

## Аніме
У 2004 році компанія Madhouse Studios випустила 13-серійний аніме-серіал. Трансляція аніме на японському телеканалі Nippon Television відбулася на початку 2004 року. Серіал був ліцензований і транслювався також у США, Франції, Південній Кореї і Тайвані.
На території США аніме ліцензоване компанією Media Blasters. Водночас компанія створила багато відсилань до відомих фільмів: стиль англійського логотипу нагадує «Хрещеного батька», а назви окремих дисків — пародії на відомі фільми про мафію. Перший диск The Unteachables — The Untouchables / «Недоторканні», другий Kumiko's Way — Carlito's Way / «Шлях Карліто» і третій Road to Graduation — Road to Perdition.

### Список серій
| Номер | Назва                                                                   | Дата трансляції |  |
| --- | ----------------------------------------------------------------------- | --------------- |  |
| |                                                                         |                 |  |
| 01 | «Wake Ari Shinmai Kyoushi Tanjou!!» (わけあり新米教師誕生!!)            | 07.01.2004      |  |
| До найпроблемнішої школи міста беруть двох нових вчительок. Серед учнів старших класів ця подія викликає певне пожвавлення, але одна з вчительок поводить себе якось дуже дивно.                                                          |                                                                         |                 |  |
| 02 | «Taiketsu!! Shin Tai Ojou?» (対決!! 慎vs(たい)お嬢？)                   | 14.01.2004      |  |
| Новій вчительці доручили провести відкритий урок і вона дуже хоче, щоб все відбулося добре, проте у лідера класу щодо цього інші плани.                                                                                                   |                                                                         |                 |  |
| 03 | «Kuma no Hatsutaiken?» (クマの初体験？)                                 | 21.01.2004      |  |
| Нові вчительки впроваджують сміливі ініціативи, які раніше нікому не вдавалися, — проводять додаткові заняття з математики та засновують шкільний хор.                                                                                    |                                                                         |                 |  |
| 04 | «Ojou ga Kinpatsu! Shinhannin wa Dare Da?» (お嬢が金髪！真犯人は誰だ？) | 28.01.2004      |  |
| На вулицях міста з'являється грабіжник, який нападає на самотніх жінок. Його портрет дуже нагадує Ноду, а оголошення про розшук розвішані в неймовірній кількості на паркані школи.                                                       |                                                                         |                 |  |
| 05 | «Ooedo-kumi no Kiki!» (大江戸組の危機！)                                | 04.02.2004      |  |
| Сила клану якудзи - в його лідері, проте бос потрапляє до лікарні і обов'язок лягає на його внучку. Водночас клан Оедо звинувачують у тому, що він зазіхнув на чужу територію.                                                            |                                                                         |                 |  |
| 06 | «Kyou-san no Meishibai?» (京さんの迷芝居？)                             | 11.02.2004      |  |
| Шін та Кума стежать за своїм вчителем та потрапляють у неприємності. |                                                                         |                 |  |
| 07 | «Mingenhi~na~ tte Nan ja!?» (ミンゲンヒ～ナ～って何じゃ!?)              | 18.02.2004      |  |
| У класі Фуджіями-сенсей є учень, над яким усі знущаються, але вчителі докладають зусиль, щоб допомогти йому. |                                                                         |                 |  |
| 08 | «Dotou no Shuugakuryokou Start!» (ドトーの修学旅行スタート！！)         | 25.02.2004      |  |
| Вчителі разом з чотирма класами учнів вирушають на море. |                                                                         |                 |  |
| 09 | «Jingi Naki Gakuin Tousou Boppatsu!?» (仁義無き学院闘争勃発!?)          | 03.03.2004      |  |
| На фоні шкільного фестивалю знову спалахує ворожнеча між молодшими і старшими класами, але на стороні старшокласників перевага — тимчасово виключений Цурута, який готує дуже смачну локшину.                                             |                                                                         |                 |  |
| 10 | «Nerawareta Gakuin!» (ねらわれた学院！)                                 | 10.03.2004      |  |
| На учнів школи нападають люди, що ховаються за котячими масками. Єдиний спосіб захиститися - купити дорогий «талісман». Крім того, банда наважилася діяти на території клану без дозволу на це якудзи.                                    |                                                                         |                 |  |
| 11 | «Shin-san wa Gakkou o Zameru!?» (慎さんが学校を辞める!?)                | 17.03.2004      |  |
| Батько Шін-чяна змусив сина повернутися додому і нарешті кинути школу. Його друзі разом з Ямаґучі вирішують викрасти Сіна з дому батька.                                                                                                  |                                                                         |                 |  |
| 12 | «Shirokin Gakuin ga Heikou...!?» (白金学院が閉校…!?)                    | 24.03.2004      |  |
| Опікунська рада приймає рішення про закриття школи і будівництві на її місці сучасного центру. Єдиний спосіб залишити її — стати першими в Японії у будь-якому виді спорту за два тижні, але єдине сильне місце школи — це вуличні бійки. |                                                                         |                 |  |
| 13 | «Yankumi Saigo no Jingi!» (ヤンクミ最後の仁義！)                        | 31.03.2004      |  |
| Завуч дізнається, що Янкумі мешкає в клані Оедо, і намагається, спираючись на ці відомості, відновити закриття школи. Але Куміко встигає подати заяву на звільнення раніше. Дещо пізніше героїню викрадає конкуруючий клан.               |                                                                         |                 |  |

## Дорама
У 2002 році за мотивами манґи на екрани вийшла дорама — Gokusen і стала дуже популярною. Перший сезон транслювався з 17 квітня до 3 липня 2002 року. Всього містить 12 серій, кожна тривалістю 50 хвилин. Сюжет цього сезону збігається з аніме та манґою. Була випущена додаткова серія-сиквел Gokusen Special: Sayonara 3-nen D-gumi, яка є також приквелом для другого сезону. У липні 2002 року за ролі в серіалі Юкіе Накама (Янкумі) та Джюн Мацумото (Шін Савада) отримали нагороди Television Drama Academy Award.
Другий сезон дорами демонструвався в 2005 році з 15 січня до 19 березня і містив десять серій. Телевізійний рейтинг останньої серії сезону склав 32,5 % у Канто, а середній рейтинг сезону — 28,0 %. Юкіе Накама, актриса, яка зіграла Куміко Ямаґучі, отримала за знімання в одній серії 2 мільйони єн, що робило її найвисокооплачуванішим актором на японському телебаченні. У травні 2005 року Gokusen 2 була названа «Найкращою дорамою» на 44-й Television Drama Academy Awards, Юкіе Накама — «Найкращою актрисою», а Кадзуя Каменаші (Рю Одаґірі) — «Найкращим актором другого плану».
Третій сезон транслювався на телебаченні з 19 квітня до 28 червня 2008 року. Його рейтинг став найвищим серед телесеріалів у 2008 році в Японії. Перша серія досягла рейтингу 26,4 %, а середній рейтинг для усіх його серій — 22,8 % у регіоні Канто. Додаткова серія сезону Gokusen Sotsugyō Special '09: Yankumi Saigo no Sotsugyō Shiki! під час прем'єри на телебаченні 28 березня 2009 року отримала рейтинг 18,1, ставши таким чином другою за популярністю дорамою тижня. У серпні 2008 року Юкіе Накама за роль у ньому знову отримала Television Drama Academy Award как «Лучшая актриса».

### Фільм
Завершенням усіх трьох сезонів дорами став повнометражний ігровий фільм, який вийшов у 2010 році. Акторський склад переважно збігається з останнім сезоном серіалу, але в зніманні також брали участь актори з перших сезонів. Учні другого класу з третього сезону стають новими підопічними Янкумі після випуску її попередніх підопічних. Одного з колишніх учнів Куміко підозрюють у продажі наркотиків і вона приходить йому на допомогу разом зі своїми як нинішніми, так і колишніми учнями.
У перші ж вихідні після початку показу в кінотеатрах фільм посів перше місце в Японії за касовими зборами, зібравши згідно з Box Office Mojo 5 064 634 $ на 409 екранах. За перші 6 тижнів загальні касові збори фільму склали 31 728 424 $. Він тримався у чарті 7 тижнів, до останнього залишаючись в топ 10 фільмів. Відповідно до даних асоціації кінопродюсерів Японії, за підсумками року фільм посів 7-е місце за касовим зборами в країні.
DVD-видання фільму у перший тиждень продажів посіло друге місце за продажами в чарті Oricon. 2010 року видане blu-ray видання фільму, яке в перший тиждень посіло третє місце за кількість проданих копій.

## Музика

### OST-альбоми
До аніме був виданий музикальний альбом — Gokusen Original Soundtrack. Кожен із сезонів дорами та повнометражний фільм супроводжувалися своїм диском.

#### До аніме-серіалу
Gokusen Original Soundtrack (「ごくせん」オリジナルサウンドトラック) — OST-альбом до аніме-серіалу «Gokusen». Вийшов 25 лютого 2004 року.
Автор музики Томокі Хасеґава. 
| #      | Назва                               | Виконавець | Тривалість |
| ------ | ----------------------------------- | ---------- | ---------- |
| 1.     | «Honto no Kotoba» (яп. 本当の言葉)  | FOOT STAMP |            |
| 2.     | Untitled (яп. 久美子 登校)          |            |            |
| 3.     | Untitled (яп. 生徒達)               |            |            |
| 4.     | Untitled (яп. 私立白金学院高等学校) |            |            |
| 5.     | Untitled (яп. 一触即発)             |            |            |
| 6.     | Untitled (яп. 恋するお嬢)           |            |            |
| 7.     | Untitled (яп. 慎のテーマ)           |            |            |
| 8.     | Untitled (яп. やりきれぬ思い)       |            |            |
| 9.     | Untitled (яп. 大江戸一家)           |            |            |
| 10.    | Untitled (яп. 殴り込み)             |            |            |
| 11.    | Untitled (яп. 陰謀)                 |            |            |
| 12.    | Untitled (яп. 決闘)                 |            |            |
| 13.    | Untitled (яп. ヤバイ!)              |            |            |
| 14.    | Untitled (яп. 若者達)               |            |            |
| 15.    | Untitled (яп. 夜のクラブ)           |            |            |
| 16.    | Untitled (яп. 富士のテーマ)         |            |            |
| 17.    | Untitled (яп. ある夜の出来事)       |            |            |
| 18.    | «Onore Michi» (яп. おのれ道)        | Акі Яшіро  |            |
| ~68:00 |                                     |            |            |

### Музикальні теми
- Відкриваючі композиції:
  - «Honto No Kotoba» гурту Foot Stamp. Ця ж пісня лунає в плеєрі Шіна Савади у 11 серії[10]. 25 лютого 2004 року вийшов сингл з нею[30].
- Закриваючі композиції:
  - «Onore Michi» Акі Ясіро (аніме)[8].
  - «Feel Your Breeze» гурту V6 (перший сезон дорами). 12 червня 2002 року вийшов сингл з нею[31].
  - «No More Cry» гурту D-51 (другий сезон дорами). Вийшла у форматі сингла 2 лютого 2005 року[32].
  - «Niji» гурту Aqua Timez (третій сезон дорами). Сингл на цю пісню, який вийшов 8 травня 2008 року[33], відразу посів друге місце у рейтинзі Oricon і був у ньому 6 тижнів[34].
  - «Plumeria ~Hana Uta~» гурту Aqua Timez (фільм).